# 무하마드 나지 알오타리

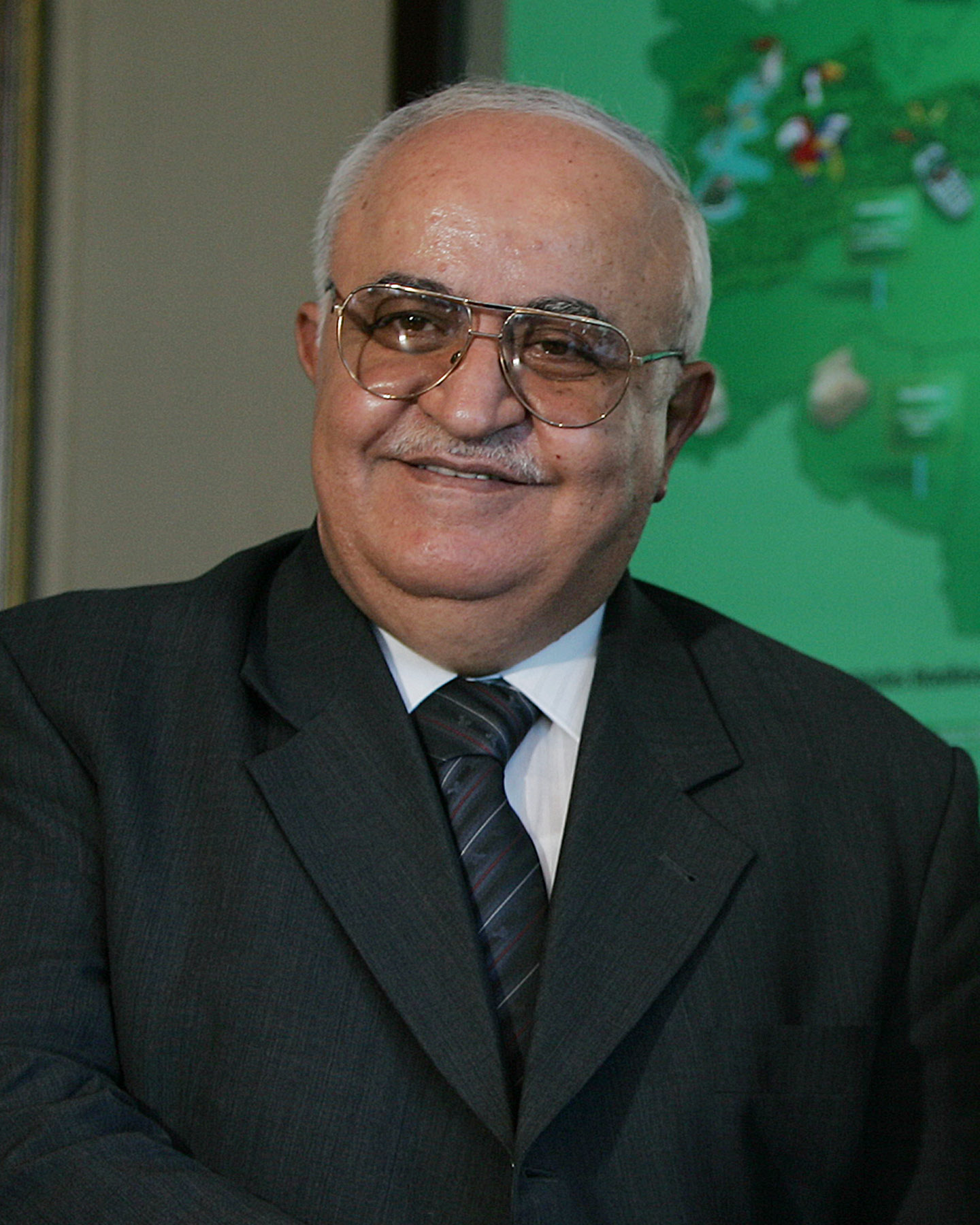
무하마드 나지 알오타리

무하마드 나지 알오타리(Muhammad Naji al-Otari, محمد ناجي عطري Muḥammad Nājī al-`Uṭrī 또는 Etri, Itri, Otri, 1944년 ~)는 시리아의 정치인으로, 2003년부터 2011년까지 시리아의 총리를 지냈다.
시리아 최대의 도시 알레포 출신으로, 건축을 배우고 네덜란드에서 도시 계획으로 학위를 취득하였다. 1983년 ~ 1987년 알레포 시의회 의장을 지냈으며, 홈스 지사도 지낸 바 있다. 1989년부터 1993년까지는 알레포의 공학 연합체 (engineering syndicate)를 이끌기도 하였다.
2000년 3월 바트당 중앙 위원회 구성원이자 부총리가 되었으며, 당의 영향력 있는 지역 사령부 인사 (2000년 6월), 시리아 국민 의회 의장 (2003년 3월 ~ 2003년 9월) 을 거쳐 2003년 9월, 시리아의 총리가 되었다. 2011년 3월 29일 내각 총사퇴에 여파로 총리 직에서 물러났으며, 2011년 4월 3일 시리아 대통령 바샤르 알아사드는 아델 사파르를 오타리의 후임 총리로 임명하였다.